# Adicella altandroconia
Adicella altandroconia is een schietmot uit de familie Leptoceridae. De soort komt voor in het Palearctisch gebied.